# LCAC-100級エア・クッション型揚陸艇
LCAC-100級エア・クッション型揚陸艇またはShip-toShore Connector（SSC）はLCAC-1級エア・クッション型揚陸艇の代替としてアメリカ海軍で計画されているエア・クッション型揚陸艇である。
アメリカ合衆国政府はSSCプログラムの下で、1隻の試験訓練艇（LCAC 100）と最大72隻の運用艇を調達する予定となっている。

## 来歴
テキストロン・マリーン・アンド・ランドシステムズは、2012年7月にアメリカ海軍から2億1,300万USドルの固定価格・インセンティブ契約を締結。これには1隻の試験艇及び追加の8隻の量産艇の設計と建造が含まれている。テキストロンは、2014年11月中旬に最初の9隻のSSCの建造を開始した。
試験艇は 2017年2月に、量産艇は2020年までにアメリカ海軍に引き渡され、初期作戦能力（IOC）の認定は2020年8月に予定されていた。
しかし、試験艇の試験でギアボックスの信頼性の問題やブレードのひび割れなど、多くの技術的懸念が生じ、生産の遅延とコストの上昇を引き起こした。
これにより初期作戦能力の認定は当初の予定より大幅に遅れ、2023年後半に獲得予定。
最初のSSCは2020年9月2日にアメリカ海軍に納入された。
2022年11月現在、6隻が納入済み、11隻が建造中で、2023年1月時点で24隻が発注している。

## 設計
船体はアルミニウム合金性で安定性、耐食性が向上しており、これによりメンテナンスコストが削減される。また、LCACのディープスカウトの代わりに改良された高度なスカートを組み込むことで抵抗と機体の重量が低減されており、海上での高い操縦性が可能となる。
乗員は操縦士、副操縦士、ロードマスター、デッキエンジニアの4名。
主機として4基のMT7ガスタービンエンジン（ロールス・ロイス）を搭載。MT7はティルトローター機のV-22で使用されているロールス・ロイスT406の設計をモデルにした派生型である 。エンジンはデジタルフライトコントロールとコンピューターによって自動制御され、燃料効率が向上している。搭載されたコンピューターは、風速やナビゲーション情報を即座に計算し、機体の操縦性と方向安定性を向上させる。
水深5メートル以上の海域で航行可能で、風浪階級3の海況においても35ノットを発揮する。
耐用年数は30年。

## 能力
個艦戦闘機能
M2-HB .50口径機関銃、M60/M240 7.62mm機関銃、Mk19 40mmグレネードランチャーを搭載できる2つの銃架が設置されている。
輸送揚陸機能
貨物デッキは床面積168平方メートル（1,809平方フィート）を有し、積載量は74t。M1エイブラムス主力戦車であれば1両、密閉された人員輸送モジュールであれば最大145名の武装した兵員を輸送可能。